# Vércsoportok a japán kultúrában
A japán kultúrában népszerű a vércsoportok szerinti személyiségtípusok (japánul kecueki-gata (血液型; Hepburn: ketsueki-gata)) elkülönítése. A hiedelem szerint a vércsoport elárulja, ki milyen tulajdonsággal rendelkezik és mennyire megfelelő partner más számára. A jelenség nem korlátozódik Japánra, Dél-Koreában és Tajvanon is népszerű, akárcsak a nyugati kultúrákban az állatövi jegyek alapján meghatározott személyiségtípusok. Az elmélet Nomi Maszahiko könyvei nyomán az 1970-es évektől igen népszerű a szigetországban, bár minden tudományos alapot nélkülöz.